# سانتي جيمينياني
سانتي جيمينياني (بالإيطالية: Sante Geminiani)‏ كان متسابق دراجات نارية إيطالي. نافس في سباقات بطولة العالم لفئة 500 سي سي. توفي إثر حادث تعرض له أثناء السباق.